# François-Joseph de Chancel
François Joseph de Lagrange-Chancel, detto François-Joseph de Chancel (Razac-sur-l'Isle, 1º gennaio 1677 – Razac-sur-l'Isle, 26 dicembre 1758), è stato un drammaturgo e scrittore francese.
Si dedicò particolarmente alla tragedia sotto l'egida di Racine. A causa della contestazione contro gli uomini del potere dell'epoca attuata con le sue opere venne rinchiuso nella Bastiglia ed in seguito esiliato.

## Opere
- Tragedie
  - Adherbal (1694)
  - Oreste et Pylade (1697)
  - Méléagre et Athénaïs (1699)
  - Amasis (1701)
  - Alceste (1703)
  - Ino et Mélicerte (1713)
  - Piramo e Tisbe
- Tragedie liriche
  - Médus, roi des Mèdes  (1702) musicata da Bouvard
  - Cassandre (1706) musicata da Bouvard e Bertin
- Commedie
  - La Fille supposée (1713)